# Benjamin Thompson
Pour les articles homonymes, voir Thompson.

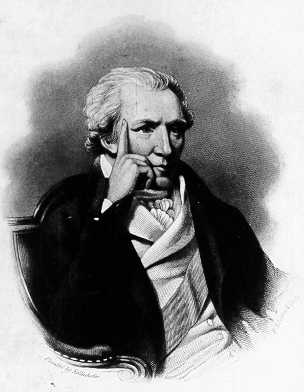
Benjamin Thompson, comte de Rumford.

Benjamin Thompson, dit sir Thompson ou comte de Rumford, né le 26 mars 1753 à Woburn dans la province de la baie du Massachusetts (Treize Colonies) et mort à Paris le 21 août 1814 durant la Première Restauration, est un physicien et chimiste, sujet britannique connu pour ses importants travaux scientifiques sur la "caminologie" (chauffage par cheminée) et sa théorie mécanique de la chaleur. Colon américain de naissance, mais fidèle au Royaume Britannique en combattant les Insurgés, à la fois comme administrateur et militaire rapidement anobli, ce sujet ambitieux quitte l'Angleterre après le Traité de Paris partant vivre et servir en Bavière où il est à nouveau anobli sous le nom de "comte de Rumford". Après la disparition de son protecteur, le prince électeur de Bavière Charles Théodore en 1799, il demeure à Paris, persévérant dans ses ultimes recherches en sciences et devenant d'octobre 1805 à fin juin 1809 le second mari de la veuve du savant Lavoisier.

## Biographie
Thompson est né dans le faubourg rural de Woburn, Massachusetts, le 26 mars 1753  ; la maison où il est né est aménagée aujourd'hui en musée. Il partit pour Cambridge, à 15 km de là, pour y suivre les conférences de John Winthrop à Harvard College. À l'âge de 13 ans, il devint l'apprenti de John Appleton, négociant de Salem. Ses livraisons lui permirent d'entrer en contact avec des colons cultivés, dont il imita les manières et le goût des sciences. L'ambitieux jeune homme découvre ainsi le "poêle de Pennsylvanie" ou Franklin's stove, perfectionné par Benjamin Franklin. Convalescent à la suite d'une blessure (1769), Thompson se livra à diverses expériences sur la chaleur et entra en correspondance avec Loammi Baldwin. Puis il travailla quelques mois pour un marchand de Boston avant d'être stagiaire chez un médecin de Woburn. Jusqu'en 1772, ses espoirs de promotion sociale étaient des plus réduits, mais cette année-là, il courtisa une veuve de  Concord, Sarah Rolfe (née Walker). Le couple s'établit à Portsmouth dans le New Hampshire, et les relations de sa femme avec le gouverneur en firent le commandant de la milice du New Hampshire.
Lors de la guerre d'indépendance des États-Unis, il prit parti pour la métropole et fut chargé, en 1776, de porter à Londres la nouvelle de l'évacuation de Boston par les troupes britanniques. Il fut nommé en 1780 sous-secrétaire d'État en Grande-Bretagne et retourna en 1782 en Amérique avec le grade de colonel pour y combattre les insurgés.

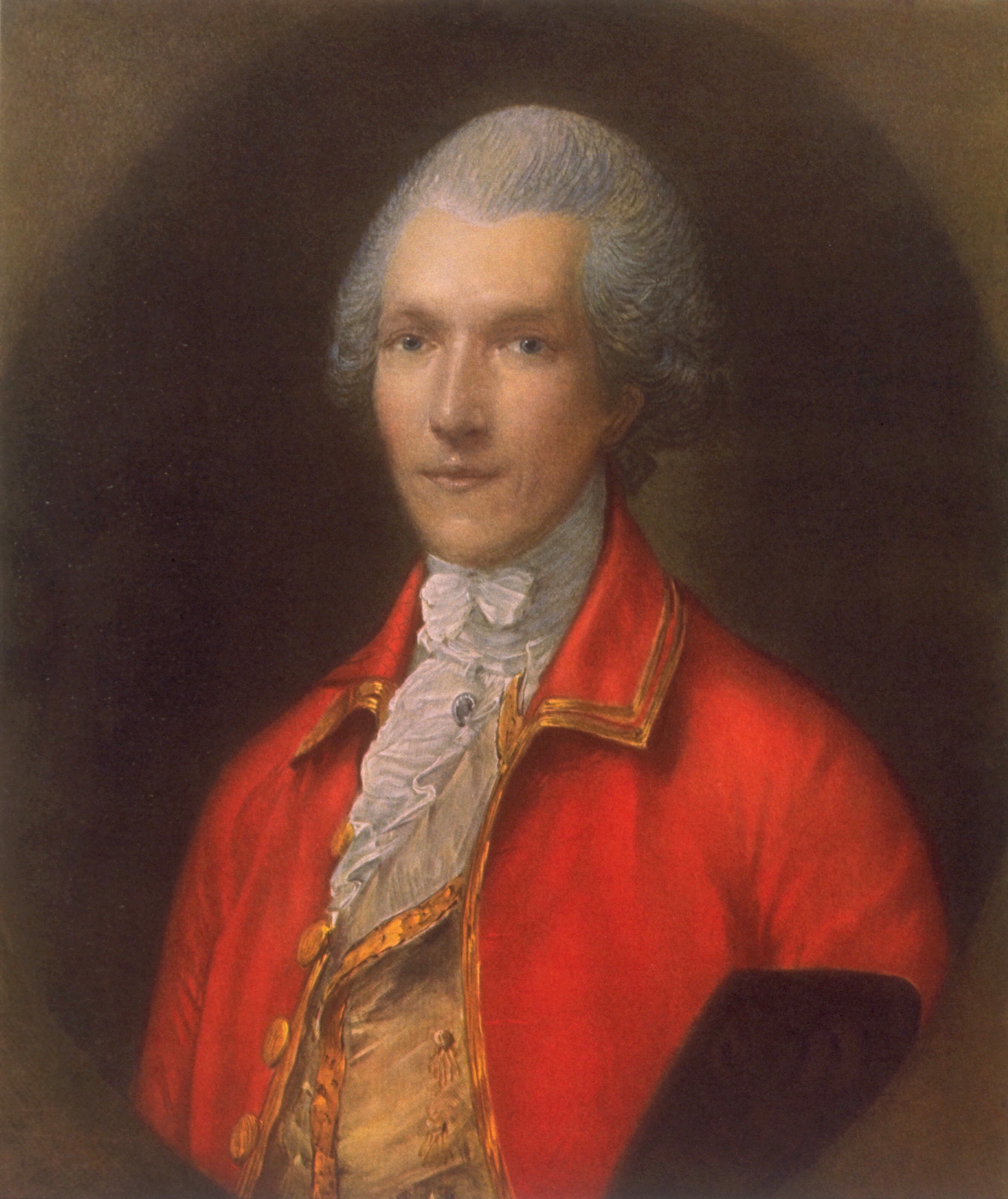
Sir Benjamin Thompson, 1783,
par Gainsborough,
Fogg Art Museum.

Il quitta ce pays après la reconnaissance de son indépendance pour prendre du service auprès de l'électeur de Bavière Charles Théodore : il fut nommé par ce prince lieutenant général de ses armées, puis chargé du département de la guerre et de la direction de la police. Responsable de l'arsenal, l'officier Thompson observe le forage des canons. Il lance une série d'expériences en 1797 qui lui permettent de réfuter la théorie du calorique en vogue, et de mieux concevoir la chaleur comme une forme d'énergie, en relation étroite avec le travail mécanique effectué. Il démontra que la chaleur n'avait aucun effet sur le poids des corps, avec trois flacons hermétiques, le premier rempli d'eau, le second d'esprit de vin et le troisième de mercure. Il fait tourner autour d'un forêt un canon de bronze à l'aide d'un manège à chevaux, le canon étant placé dans une caisse pleine d'eau. Après deux heures et demie de rotation, l'eau de la caisse de rétention s'était mise à bouillir. Réfléchissant à ce résultat, similaire à l'échauffement trivial de pièces métalliques soumises à perforation ou à friction répétée, il affirme en 1798 que ce qui est mis en jeu et transmis ne peut être que le mouvement. Il faut rejeter l'hypothèse fallacieuse du calorique et postuler le rôle de l'énergie mécanique, en particulier l'effet dynamique, associé aux forces en action, ou encore le travail mécanique défini après 1826 par Coriolis, à l'origine de la chaleur, d'où sa "théorie mécanique de la chaleur".
Son administration s'est signalée par d'utiles réformes : il mit un terme à la mendicité, et appliqua la science au soulagement des indigents. C’est lui qui forma le premier établissement des foyers populaires ou cuisines gratuites qui portèrent son nom : soupe Rumford. Charles-Théodore, en reconnaissance de ses services, le créa comte et le nomma ambassadeur en Grande-Bretagne, mais quelques défauts de forme l'empêchèrent d'être reconnu comme tel à Londres.
À la mort de l'électeur (1799), il quitta la Bavière pour venir se fixer en 1802 en France où il épousa le 22 octobre 1805 à Paris, Marie-Anne Pierrette Paulze, veuve en premières noces de Lavoisier. Séparé de son épouse le 30 juin 1809, il a un fils en 1813 avec Victoire Joseph Lefebvre, Charles François Robert Lefebvre de Rumford tué à Sébastopol en 1855.
En 1807 l'architecte Antoine Vaudoyer (1756-1846) dessina pour sa maison de la rue d'Anjou une étude de serre chaude (no 201 du catalogue de la vente de dessins anciens, Paris, Drouot-Richelieu, 6/12/1991 - arch.pers.).
Il mourut à Auteuil et sera inhumé dans le cimetière du même nom, où sa tombe sera démolie en 1871 par un obus avant d'être restaurée par l'université de Harvard (voir photo plus bas).

## Œuvre scientifique
Par un singulier retour en grâce posthume, auprès de ses premiers compatriotes américains, l'œuvre complète de Rumford a été publiée in extenso par l'Académie américaine des Arts et des Sciences.
Ces premières études et recherches précoces en caminologie s'inspirent des principes de l'optique newtonienne et des rudiments de physique expérimentale, divulguée par John Theophilus Desaguliers, ainsi que l'apport pionnier de Nicolas Gauger, à La Mécanique du feu ou l'art d'augmenter les effets et d'en diminuer les dépenses, ouvrage paru en 1713.

### Théorie sur le rayonnement calorifique
Il s’efforça d'interpréter l'expérience de Pictet, en supposant que tous les corps solides émettent des rayons par ondulation de l'éther invisible. Par une série d'expériences, il imagina l'existence d'un rayonnement thermique et d'un « rayonnement frigorifique » censés expliquer tous les échanges de chaleur : ainsi, lorsque la température d'un corps s'élève, c'est qu'il absorbe le rayonnement thermique d'un corps plus chaud, et lorsqu'elle diminue, il absorbe le rayonnement d'un corps plus froid.
Avec un calorimètre et un thermoscope de son invention, il démontra l'existence d'un maximum de densité pour l'eau, à 4 °C, et parvint à mettre de l'eau en ébullition simplement chauffée par rayonnement.
Il pressentit dès 1798 le principe d'équivalence de l'énergie, en observant la production de chaleur lors du forage des canons. En 1804, il fait paraître à Paris ses "Mémoires sur la chaleur" qui contiennent une multitude d'expériences dans la lignée des expériences munichoises de 1797. Ses réflexions scientifiques ne trouvèrent aucun écho dans le milieu scientifique. Le premier principe de la thermodynamique fut énoncé plus tard (en 1842) par Julius Robert von Mayer.

### Inventions et progrès techniques

Vue en coupe d'un fourneau Rumford, avec le réservoir à carburant à gauche.

Thompson était un inventeur prolifique, qui chercha à améliorer le tirage des cheminées, des foyers et fourneaux industriels ; il est considéré dans le monde anglo-saxon comme l'inventeur du bain-marie, de la cuisinière et de la cafetière à filtre. De ses travaux au sein de l'armée bavaroise, il conçut un percolateur et une lessiveuse. Il fit de nombreuses recherches sur la vertu nutritive de différentes substances.
L'économie de la chaleur est un souci constant dans ses recherches : on lui attribue par exemple l'invention des sous-vêtements longs. Thompson apporta en outre des améliorations considérables aux fours à chaux, en séparant le combustible de la craie, de façon à éviter la contamination de la chaux par les cendres émises par le charbon. Il travailla sur l'amélioration des cheminées à foyer ouvert.

### Recherches en photométrie
Rumford s'intéressait en outre à la photométrie, qui est la mesure de l'intensité de la lumière. Il mit au point un photomètre et proposa une unité d'intensité lumineuse, la bougie standard, qui est l'ancêtre du candela : cette source lumineuse brûlait de l'huile obtenue en proportions définies avec du spermaceti (blanc de baleine). Il donna des études sur les illusions optiques et chromatiques produites par deux sources de lumières, ainsi que sur les couleurs complémentaires. Ces observations seront reprises et systématiquement analysées par Chevreul en 1839.
La Royal Society lui décerna la médaille Copley en 1792.
En 1796, il contribua à la création de la Médaille Rumford de la Royal Society, dont il fut le premier lauréat, et du Prix Rumford de l'Académie américaine des arts et des sciences (Académie américaine des arts et sciences).

### Œuvre autre
Le Jardin anglais (Englischer Garten), près de Munich, l’un des plus grands parcs urbains du monde (4,17 km2 et cinq km de long), fut aménagé en 1789, par l’architecte paysager Friedrich Ludwig von Sckell; mais l'idée revient à sir Benjamin Thompson.
Il suggéra d’abord de faire un jardin militaire puis un jardin public. Le jardin est agrémenté d’une tour chinoise (Chinesischer Turm) de 1789, transformée en Biergarten, d’un temple grec (Monopteros) bâti entre 1832 et 1836 par Leo von Klenze et d’une maison de thé japonaise (Japanisches Teehaus), construite en 1972, par l’architecte japonais Mitsuo Nomara.
L'article scientifique de Thompson relatif à l'inconductibilité du blanc d'œuf battu a permis au cuisinier Balzac, chef du Grand hôtel, de créer un dessert chaud, recouvert d'œuf battu, avec de la glace encore froide à l'intérieur. Il nomme ce dessert Omelette norvégienne, plaçant par erreur la Bavière en Norvège.

### Publications
- Recherche sur la nature de la chaleur et la manière dont elle est propagée (1803) suivi de Mémoire sur la chaleur (juin 1804) [16].
- Recherches sur la chaleur développée dans la combustion et dans la condensation des vapeurs (1812)[17].
- Des excellents qualité du café et la manière de le faire à la perfection (1812), ouvrage dans lequel il exprime l'opinion que le café ne doit pas bouillir[18].
- Recherches sur les bois et charbons (1813)[19].

## Annexes

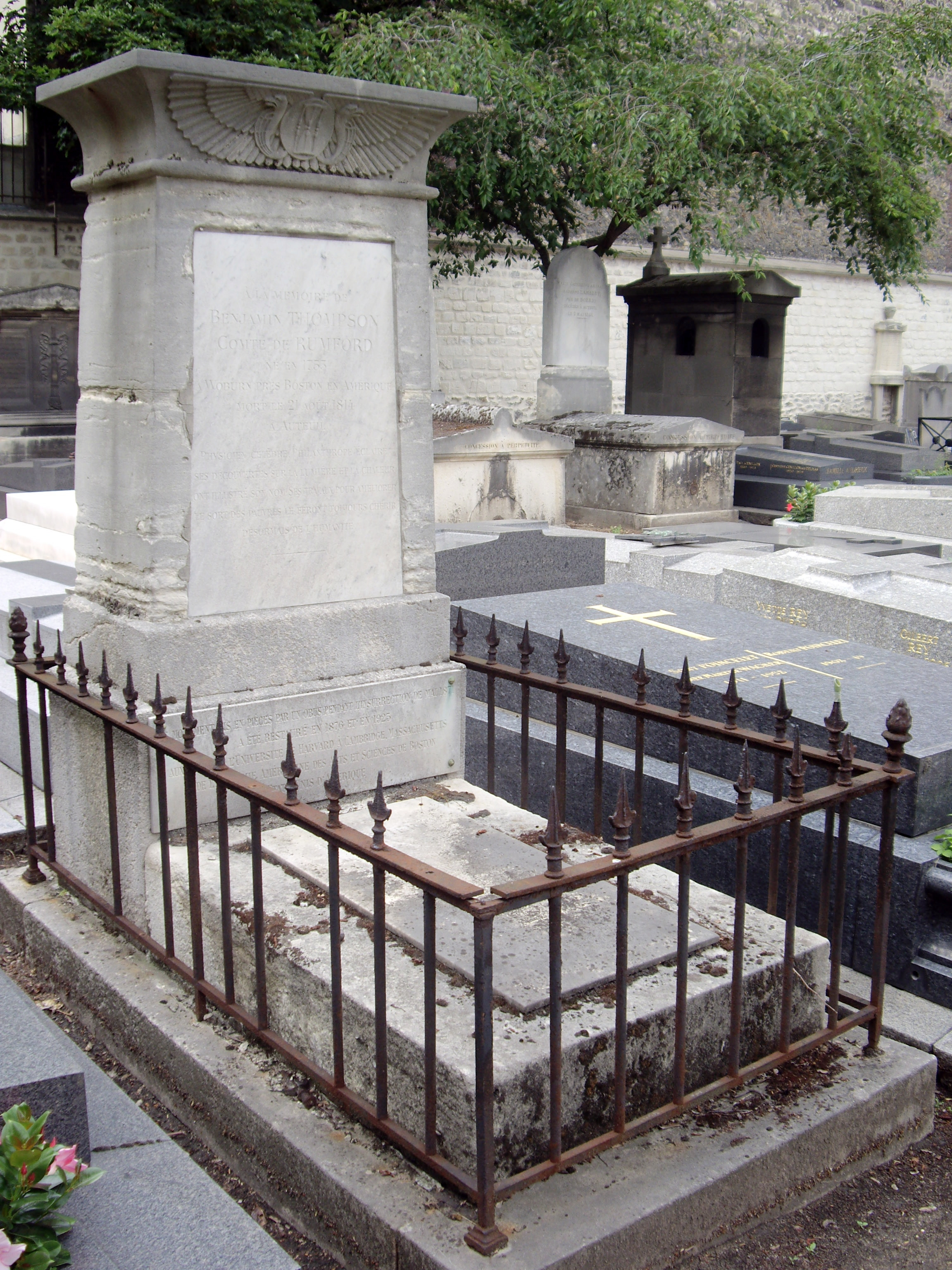
Tombe de Benjamin Thompson au cimetière d'Auteuil.

### Iconographie
- Thomas Gainsborough, Portrait de Benjamin Thompson en colonel de l'armée britannique, 1783.
- Caspar von Zumbusch (1830-1915), Statue du comte Rumford érigée en 1867 par le roi Maximilien II de Bavière, sa copie à Woburn (Massachusetts).